# 全世界反ユダヤ主義監視法
全世界反ユダヤ主義監視法（ぜんせかいはんユダヤしゅぎかんしほう）は、2004年10月にジョージ・W・ブッシュ政権で成立したアメリカ合衆国の法律。正式名称はThe Global Anti-Semitism Review Act of 2004 (Public Law 108-332, 118 Stat. 1282)　。
アメリカ合衆国国務長官直属の反ユダヤ主義監視・撲滅担当特使室が全世界の反ユダヤ主義を調査し、連邦議会に毎年報告することを義務づけている。